# Université Viterbo
Pour les articles homonymes, voir Viterbo (homonymie).
L'université Viterbo (en anglais : Viterbo University) est une université américaine située à La Crosse dans le Wisconsin fondée en 1890 par les Franciscaines de l'Adoration perpétuelle. Elle compte trois collèges et neuf écoles offrant 48 programmes universitaires.

### Article lié
- Couvent Sainte-Rose-de-Viterbe

## Source
- (en) Cet article est partiellement ou en totalité issu de l’article de Wikipédia en anglais intitulé « Viterbo University » (voir la liste des auteurs).